# Johann August Leberecht Brinckmann
Johann August Leberecht Brinckmann (* 29. Januar 1791 in Jodlauken; † 4. März 1872 in Barby) war ein preußischer Generalmajor.

## Leben

### Herkunft
Seine Eltern waren der Generalpächter von Jodlauken Ernst Julius Brinckmann und dessen Ehefrau Juliane, geborene Viebrandt.

### Militärkarriere
Brinckmann studierte 1806/07 zunächst das Baufach, trat dann in preußische Dienste und wurde am 28. Oktober 1808 als Bombardier in der Ostpreußischen Artilleriebrigade angestellt. Dort avancierte er bis Mitte September 1811 zum Sekondeleutnant. Während der Befreiungskriege nahm er am Übergang bei Wartenburg teil, in der Schlacht an der Katzbach wurde er verwundet und für sein Verhalten bei Leipzig mit dem Eisernen Kreuz II. Klasse ausgezeichnet. Brinckmann nahm außerdem an den Gefechten bei Löwenberg, Freyburg sowie der Verteidigung von Vitry teil. Während des Feldzuges von 1815 war er Führer einer Kolonne und wurde am 30. Juni 1815 zum Premierleutnant befördert.
Am 23. Mai 1816 kam Brinckmann zur Magdeburgischen Artilleriebrigade und stieg im April 1817 zum Kapitän auf. Vom 16. März 1832 bis zum 28. Juli 1833 fungierte er als Artillerieoffizier vom Platz in Köln und wurde anschließend mit der Beförderung zum Major in die 7. Artillerie-Brigade versetzt. Daran schloss sich ab dem 26. Oktober 1836 eine Verwendung als Abteilungskommandeur der 5. Artillerie-Brigade an. Dort wurde er am 22. März 1843 zum Oberstleutnant und am 31. März 1846 zum Oberst befördert. Unter Verleihung des Charakters als Generalmajor erhielt Brinckmann am 8. Mai 1847 seinen Abschied mit Pension. Nach seiner Verabschiedung verlieh König Friedrich Wilhelm IV. ihm am 10. Januar 1857 den Roten Adlerorden III. Klasse mit Schleife. Er starb am 4. März 1872 in Barby.
In seiner Beurteilung aus dem Jahr 1846 hieß es: „Moralität und Benehmen sowohl in dienstlicher als geselliger Beziehung sehr gut. Ist eifrig, tätig, umsichtig im Dienst, besitzt gute militärische Kenntnisse und beachtungswerte Kriegserfahrung. Der Ausbildung und inneren Ordnung seiner Abteilung widmet er eine ausdauernde Aufmerksamkeit. Schon seit mehreren Jahren hat er während der Schießübungen der Brigade die reitende Artillerie mit gutem Erfolge geführt und dürften seine Leistungen dabei lobend anzuerkennen sein. Eignet sich zur Beförderung in seiner Tour.“

### Familie
Brinckmann heiratete am 29. März 1820 in Minden Frederike Dorothea Charlotte von Berlepsch (1800–1863). Das Paar hatte zwei Söhne und drei Töchter.